# Telaranea elegans
Telaranea elegans là một loài rêu tản trong họ Lepidoziaceae. Loài này được (Colenso) J.J. Engel & G.L. Merr. miêu tả khoa học lần đầu tiên năm 1995.